# 1796
1796 (MDCCXCVI) var ett skottår som började en fredag i den gregorianska kalendern och ett skottår som började en tisdag i den julianska kalendern.

## Händelser

### Februari
- 9 februari – Qianlong, den fjärde Qing-kejsaren av Kina, abdikerar till förmån för sin son som bestiger tronen som Jiaqing-kejsaren.

### Maj
- 10 maj – Napoleon anfaller och besegrar den retirerande österrikiska armén i slaget vid Lodi.

### Juni

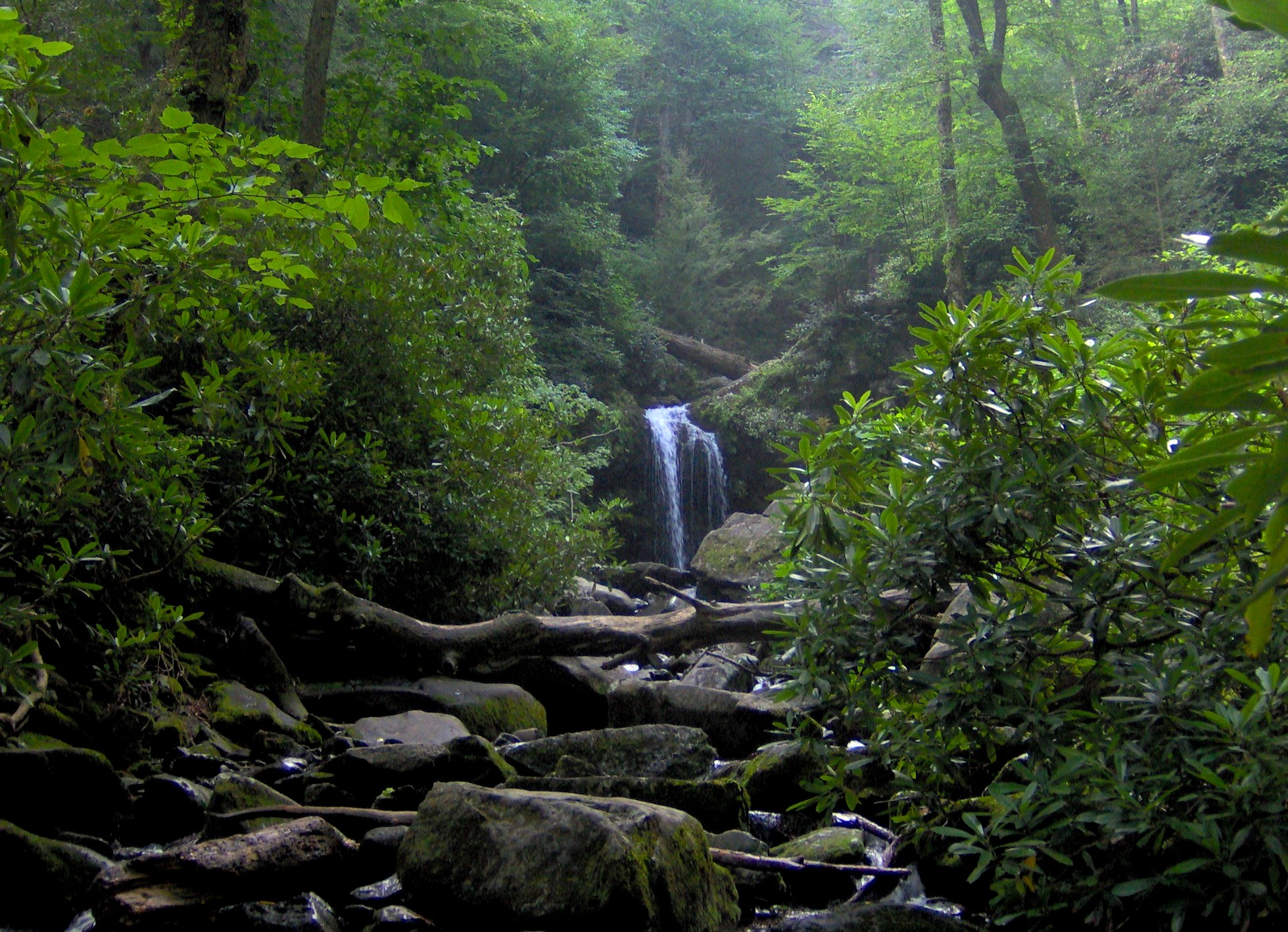
Tennessee

- 1 juni – Tennessee blir den 16:e delstaten att ingå i den amerikanska unionen.

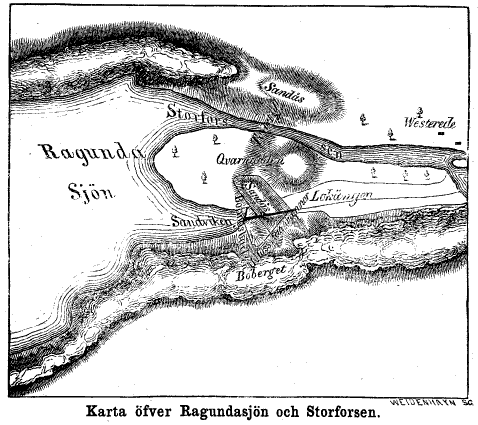
Ragundasjön.

- 6–7 juni – Ragundasjön i Sverige töms på allt sitt vatten inom loppet av fyra timmar, vilket skapar Döda fallet.[1]

### September
- September – Gustav IV Adolf besöker Sankt Petersburg för att förlova sig med den ryska prinsessan Alexandra. Han avstår dock sedan han fått klart för sig att hon skall få fortsätta att utöva sin rysk-ortodoxa religion.
- 1 november – Gustav IV Adolf blir myndig och tillträder regeringen.

### Okänt datum
- Gustav IV Adolf avskedar Reuterholm, som lämnar Sverige, och ersätter honom med rådgivare som varit hans fars vänner.
- Byggandet av Trollhätte kanal påbörjas.
- Uppsala simsällskap, världens äldsta i sitt slag och Sveriges första idrottsförening, bildas.[2]
- Sveriges första reguljära optiska telegraflinje inrättas mellan Grisslehamn och Eckerö på Åland.

## Födda

### Första kvartalet

#### Januari
- 31 januari
  - Anna Elisabeth Hartwick, svensk konsthantverkare. (död 1882)
  - Wilhelm Gotthelf Lohrmann, tysk astronom. (död 1840)

#### Februari
- 15 februari – John Bell, amerikansk politiker. (död 1869)
- 17 februari – Philipp Franz von Siebold, tysk naturforskare och forskningsresande. (död 1866)
- 22 februari – Adolphe Quételet, belgisk statistiker, astronom, fysiker och matematiker. (död 1874)

#### Mars
- 18 mars – Jakob Steiner, schweizisk matematiker. (död 1863)

### Andra kvartalet

#### April
- 8 april – Matteo Carcassi, italiensk gitarrist och kompositör. (död 1853)

#### Maj
- 21 maj – Reverdy Johnson, amerikansk politiker, USA:s justitieminister 1849–1850. (död 1876)

#### Juni
- 28 juni – Karolina Amalia av Augustenborg, drottning av Danmark 1839–1848, gift med Kristian VIII. (död 1881)

### Tredje kvartalet

#### Juli
- 4 juli – John Motley Morehead, amerikansk politiker, guvernör i North Carolina 1841–1845. (död 1866)
- 6 juli – Robert Wight, skotsk botanist. (död 1872)
- 23 juli – Franz Berwald, svensk kompositör. (död 1868)
- 24 juli – John M. Clayton, amerikansk politiker (whig), USA:s utrikesminister 1849–1850. (död 1856)
- 26 juli – Camille Corot, fransk landskaps- och porträttmålare. (död 1875)
- 29 juli – Christian Winther, dansk poet. (död 1876)
- 30 juli – Nils Nordlander, svensk kyrkoherde, kunglig hovpredikant 1833. (död 1874)

#### Augusti
- 21 augusti – Asher Brown Durand, amerikansk målare. (död 1886)

#### September
- 1 september – Nathaniel S. Berry, amerikansk politiker, guvernör i New Hampshire 1861–1863. (död 1894)
- 26 september – Richard H. Bayard, amerikansk diplomat, jurist och politiker, senator 1836–1839 och 1841–1845. (död 1868)

### Fjärde kvartalet

#### Oktober
- 24 oktober – August von Platen-Hallermünde, bayersk militär och deltagare i napoleonkrigen, sedermera diktare. (död 1835)

#### November
- 5 november – Lewis F. Linn, amerikansk politiker, senator 1833–1843. (död 1843)
- 18 november – Andrew Butler, amerikansk demokratisk politiker och jurist, senator 1846–1857. (död 1857)

#### December
- 6 december – Joseph Webber Jackson, amerikansk politiker, kongressledamot 1850–1853. (död 1854)
- 22 december – Jared W. Williams, amerikansk demokratisk politiker. (död 1864)

## Avlidna

### Första kvartalet

#### Januari
- 5 januari – Samuel Huntington, 64, amerikansk jurist, politiker och revolutionär.

#### Februari
- 17 februari – James Macpherson, 59, skotsk författare.
- 21 februari – Johan David Zander, 43, svensk kompositör.

#### Mars
- 1 mars – Carl Fredric Adelcrantz, 80, svensk friherre och arkitekt.

### Andra kvartalet

#### April
- 16 april – Mary Brant, politisk mohawkledare.
- 20 april – Giacomo Carrara, 82, italiensk greve och arkitekt.

#### Maj
- 6 maj – Adolph von Knigge, 43, tysk författare.
- 29 maj – Carl Fredrik Pechlin, 75, svensk militär och politiker.

#### Juni
- 16 juni – Karl av Sachsen, 62, regerande hertig av Kurland 1758–1763.

### Tredje kvartalet

#### Juli
- 20 juli – John Houstoun, 51, amerikansk politiker och jurist, guvernör i Georgia 1778–1779 och 1784–1785.
- 21 juli – Philip Carteret, 63, brittisk upptäcktsresande.

#### Augusti
- 31 augusti – John McKinly, 75, amerikansk politiker.

#### September
- 21 september – François Séverin Marceau, 27, fransk militär.

### Fjärde kvartalet

#### Oktober
- 7 oktober – Thomas Reid, 86, skotsk filosof.
- 10 oktober – Juliana Maria av Braunschweig-Wolfenbüttel, 67, drottning av Danmark och Norge 1752–1766, gift med Fredrik V.
- 13 oktober – Anders Retzius, svensk anatom och etnograf.

#### November
- 28 november – Johan Fischerström, 61, svensk ekonom.

#### December
- 25 december – Bengt Euphrasén, 41, svensk botanist.

### Fotnoter
1. ↑   Svenska familjjournalen
2. ↑  Uppsala SS Arkiverad 11 januari 2010 hämtat från the Wayback Machine.